# Federico Chiesa
Federico Chiesa Cavaliere OMRI ( sinh ngày 25 tháng 10 năm 1997) là một cầu thủ bóng đá chuyên nghiệp người Ý hiện đang thi đấu ở vị trí tiền vệ cánh hoặc tiền đạo cho câu lạc bộ Premier League Liverpool và đội tuyển bóng đá quốc gia Ý.

## Sự nghiệp câu lạc bộ

### Fiorentina

#### 2007–2016: Sự nghiệp ban đầu
Anh gia nhập Fiorentina vào năm 2007. Ban đầu là một cầu thủ của Giovanili, Chiesa được chỉ định vào đội U 19 cho mùa giải 2014–15, và ghi một bàn thắng duy nhất trong 7 lần ra sân cho đội bóng Primavera của họ. Chiesa ký hợp đồng chuyên nghiệp đầu tiên với câu lạc bộ Fiorentina vào tháng 2 năm 2016.

#### 2016–17
Anh đã có trận ra mắt thi đấu cho Fiorentina trong trận thua 2-1 trên sân khách trước Juventus, trong trận đấu mở màn Serie A mùa giải 2016–17. Huấn luyện viên Fiorentina Paulo Sousa đã chọn anh nhằm thay thế cho Cristian Tello ở bắt đầu hiệp 2. Ngày 29 tháng 9, Chiesa có trận ra mắt tại Europa League trong chiến thắng 5–1 trên sân nhà của Fiorentina trước Qarabağ. Ngày 8 tháng 12, anh đánh dấu lần thứ tư tham dự Europa League bằng việc ghi bàn thắng đầu tiên trong chiến thắng 1-2 trước Qarabağ; anh ta sau đó đã bị đuổi khỏi sân trong cùng một trận đấu vì kèo thẻ phạt.
Ngày 15 tháng 1 năm 2017, Chiesa ghi bàn thắng quyết định trong chiến thắng 2-1 trên sân nhà trước đối thủ Juventus, từ một đường chuyền của Milan Badelj; tuy nhiên, bàn thắng được giao cho Badelj, vì sau khi xem xét, các đoạn phát lại không xác nhận liệu Chiesa có làm chệch đường chuyền hay không. Cuối tháng đó, Chiesa gia hạn thêm hợp đồng với Fiorentina đến ngày 30 tháng 6 năm 2021. Ngày 21 tháng 1, anh ghi bàn thắng đầu tiên tại Serie A trong chiến thắng 3–0 trên sân khách trước Chievo. Chỉ 8 ngày sau, Chiesa ghi bàn thắng thứ hai tại giải đấu trong trận hòa 3–3 trên sân nhà trước Genoa. Ngày 7 tháng 5, anh ghi bàn mở tỷ số cho Fiorentina trong trận hòa 2–2 trước Sassuolo; Đây là bàn thắng thứ ba của anh cho câu lạc bộ, và là bàn thắng đầu tiên của anh ở Serie A sau gần 4 tháng. Bàn thắng đến chỉ bốn phút sau khi đồng đội Nikola Kalinić đá hỏng quả phạt đền ngay sau khi nửa giờ thi đấu.

#### 2017–2019
Ngày 16 tháng 9 năm 2017, trong mùa giải 2017–18, Chiesa đánh dấu lần ra sân thứ 30 tại giải đấu cho Fiorentinavới bàn thắng trong trận đấu gặp Bologna; ghi bàn mở tỷ số ở phút thứ 51, trong chiến thắng chung cuộc 2–1 trên sân nhà. Ngày 30 tháng 1 năm 2019, trong mùa giải 2018–19, Chiesa đã ghi một hat-trick trong chiến thắng 7–1 trên sân nhà trước Roma trong trận tứ kết Coppa Italia.

### Juventus

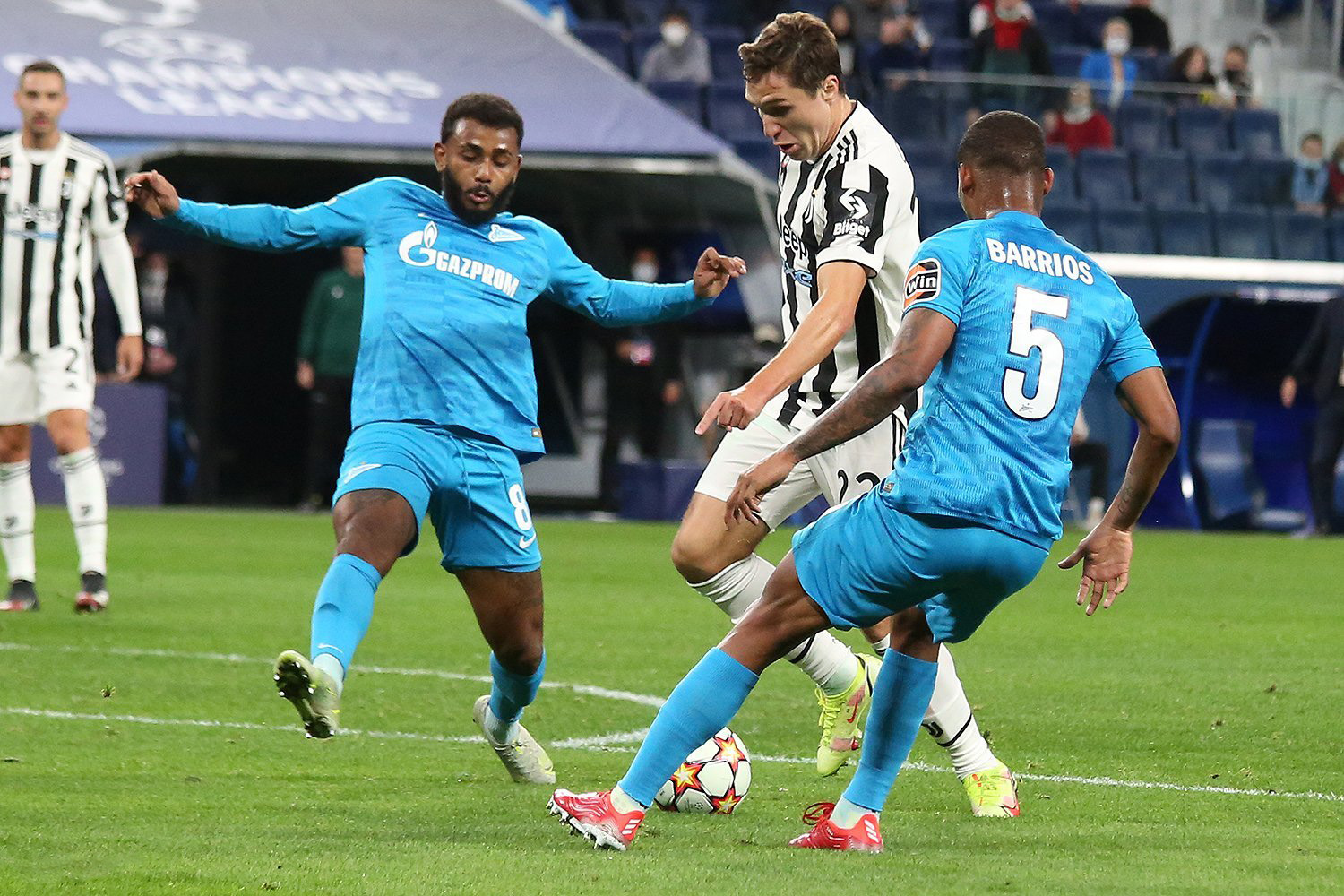
Chiesa với Juventus lừa bóng qua các hậu vệ Zenit Saint Petersburg năm 2021

#### 2020–21
Ngày 5 tháng 10 năm 2020, Chiesa ký hợp đồng dưới dạng cho mượn 2 năm với Juventus;khoản vay 3 triệu euro cho mùa giải đầu tiên và khoản vay 7 triệu euro cho mùa giải thứ hai, với nghĩa vụ có điều kiện là phải mua với giá 40 triệu euro cộng với 10 triệu euro tùy biến. Ngày 17 tháng 10, Chiesa có trận ra mắt Juventus, thực hiện pha kiến tạo cho Álvaro Morata và nhận thẻ đỏ liên tiếp trong trận hòa 1-1 trước Crotone trên sân khách. Anh có trận ra mắt tại UEFA Champions League ba ngày sau đó, trong chiến thắng 2–0 trên sân khách trước Dynamo Kyiv. Anh ghi bàn thắng đầu tiên trong giải đấu, và cho Juventus, vào ngày 2 tháng 12, trong chiến thắng 3–0 trên sân nhà trước cùng một đối thủ.
Bàn thắng đầu tiên của Chiesa cho Juventus diễn ra vào ngày 16 tháng 12, ghi một bàn thắng ở khoảng cách xa trong trận hòa 1-1 trên sân nhà trước Atalanta. On 6 January 2021, Ngày 6 tháng 1 năm 2021, Chiesa ghi một cú đúp vào lưới đội đầu bảng A.C. Milan để giúp Juventus giành chiến thắng 3–1 trên sân khách; đó là thất bại đầu tiên của A.C. Milan tại giải đấu sau 27 trận. Chiesa đã ghi 3 bàn vào lưới Porto ở vòng 16 đội UEFA Champions League 2020–21: 1 bàn ở lượt đi và 2 bàn ở lượt về. Tuy nhiên, Juventus đã bị loại vì luật bàn thắng trên sân khách. Ngày 19 tháng 5, anh ghi bàn thắng quyết định trong chiến thắng 2-1 trước Atalanta trong trận chung kết Coppa Italia.

#### 2021–22
Ngày 29 tháng 9 năm 2021, tại UEFA Champions League 2021–22, Chiesa ghi bàn thắng quyết định trong chiến thắng 1–0 trên sân nhà trước đương kim vô địch Chelsea trong một trận đấu ở vòng bảng, san bằng kỷ lục ghi 4 bàn liên tiếp của Alessandro Del Piero. Ngày 9 tháng 1 năm 2022, trong trận đấu với Roma, Chiesa bị chấn thương dây chằng chéo trước, khiến anh phải nghỉ thi đấu 7 tháng. Chiesa kết thúc mùa giải sớm với 4 bàn thắng sau 18 lần ra sân.

#### 2022–23
Ngày 2 tháng 11 năm 2022, sau gần 10 tháng nghỉ thi đấu, Chiesa có trận ra mắt mùa giải 2022–23 trong trận thua 1–2 trên sân nhà trước Paris Saint-Germain tại UEFA Champions League 2022–23, vào sân thay cho Fabio Miretti ở phút thứ 74.

## Sự nghiệp quốc tế

### Khởi đầu sự nghiệp
Mặc dù chỉ được gọi vào đội U21 vào tháng 3 năm 2017, Chiesa đã được huấn luyện viên trưởng đội tuyển Ý Gian Piero Ventura lựa chọn cho trận giao hữu không chính thức gặp San Marino ở Empoli vào ngày 31 tháng 5. Chiesa đã có trận ra mắt quốc tế không chính thức trong trận đấu, bắt đầu từ chiến thắng chung cuộc 8–0 của đội tuyển quốc gia Ý.
Tháng 3 năm 2018, anh được trao suất gọi chính thức đầu tiên vào đội tuyển quốc gia Ý, dưới thời huấn luyện viên tạm quyền Di Biagio, cho các trận giao hữu gặp Argentina và Anh vào cuối tháng đó. Ngày 23 tháng 3, anh đã có trận ra mắt quốc tế chính thức trong trận giao hữu với Argentina; bị đánh bại 2–0.
Bàn thắng quốc tế đầu tiên của anh vào ngày 18 tháng 11, trong chiến thắng 9–1 trên sân nhà trước Armenia, ở vòng loại Euro 2020 cuối cùng của đội tuyển Ý, dưới thời huấn luyện viên Roberto Mancini; anh có kiến tạo 2 bàn thắng trong trận đấu: bàn thắng đầu tiên của Ciro Immobile, bàn thắng của Riccardo Orsolini.

#### Euro 2020
Tháng 6 năm 2021, Chiesa được đưa vào danh sách đội tuyển Ý tham dự UEFA Euro 2020. Anh được UEFA bầu chọn là Cầu thủ xuất sắc nhất trận trong trận cuối ở vòng bảng của Ý, chiến thắng 1–0 trước Wales tại Rome vào ngày 20 tháng 6, giúp đội tuyển đứng đầu bảng. Ngày 26 tháng 6, anh ghi bàn mở tỷ số trong chiến thắng 2–1 trước Áo ở vòng 16 của giải đấu tại sân vận động Wembley. 25 năm sau khi cha của anh, Enrico, đã ghi bàn trong trận thua 2-1 trước Cộng hòa Séc tại UEFA Euro 1996; vậy họ đã trở thành cặp cha con đầu tiên ghi được bàn thắng ở UEFA Euro. Trong trận bán kết gặp Tây Ban Nha vào ngày 6 tháng 7, anh ghi bàn mở tỷ số trong trận hòa 1–1; một trận đấu mà Ý tiến vào trận chung kết của giải đấu sau chiến thắng 4–2 trong loạt sút luân lưu. Với màn trình diễn của anh, Chiesa lần thứ hai được UEFA vinh danh là Cầu thủ xuất sắc nhất trận đấu. ONgày 11 tháng 7, Chiesa bị chấn thương vào cuối hiệp hai của thời gian quy định trong trận chung kết Euro 2020 gặp Anh tại sân vận động Wembley, và sau đó được thay thế bởi Federico Bernardeschi phút 86; Ý tiếp tục giành chức vô địch giải đấu Euro sau chiến thắng 3–2 trong loạt sút luân lưu sau khi hòa 1–1 trong hiệp phụ. Đối với các màn trình diễn của anh ấy trong suốt cuộc thi, anh được chọn vào "Đội của giải đấu".

#### UEFA Nations League 2021
Ngày 6 tháng 10, Chiesa thực hiện pha kiến tạo cho Lorenzo Pellegrini trong trận thua 2–1 trên sân nhà trước Tây Ban Nha ở bán kết UEFA Nations League UEFA Nations League 2020–21. Ngày 10 tháng 10, anh thực hiện một quả phạt đền, từ đó Domenico Berardi ghi bàn thắng quyết định giúp Ý giành chiến thắng 2-1 trên sân nhà trước Bỉ trong trận tranh giành huy chương đồng tại Vòng chung kết UEFA Nations League 2021.

## Đời sống cá nhân
Cha của Federico Chiesa là Enrico, cũng là một cầu thủ bóng đá chuyên nghiệp đã từng thi đấu cho các câu lạc bộ ở Serie A, đáng chú ý nhất là Parma, Fiorentina và Siena, và đại diện cho đội tuyển bóng đá quốc gia Ý. Federico Chiesa theo học tại Trường Quốc tế Florence, nơi anh thường xuyên học tiếng Anh. Chiesa cũng dành 2 năm ở trường đại học, theo học ngành Khoa học Thể thao.

## Thống kê sự nghiệp

### Câu lạc bộ
Tính đến 9 tháng 1 năm 2022
| Câu lạc bộ          | Mùa giải            | Giải đấu            | Giải đấu | Giải đấu | Cúp quốc gia | Cúp quốc gia | Cúp liên đoàn | Cúp liên đoàn | Châu lục | Châu lục | Khác | Khác | Tổng cộng | Tổng cộng |
| Câu lạc bộ          | Mùa giải            | Hạng đấu            | Trận     | Bàn      | Trận         | Bàn          | Trận          | Bàn           | Trận     | Bàn      | Trận | Bàn  | Trận      | Bàn       |
| ------------------- | ------------------- | ------------------- | -------- | -------- | ------------ | ------------ | ------------- | ------------- | -------- | -------- | ---- | ---- | --------- | --------- |
| Fiorentina          | 2016–17             | Serie A             | 27       | 3        | 2            | 0            | —             | —             | 5        | 1        | —    | —    | 34        | 4         |
| Fiorentina          | 2017–18             | Serie A             | 36       | 6        | 2            | 0            | —             | —             | —        | —        | —    | —    | 38        | 6         |
| Fiorentina          | 2018–19             | Serie A             | 37       | 6        | 4            | 6            | —             | —             | —        | —        | —    | —    | 41        | 12        |
| Fiorentina          | 2019–20             | Serie A             | 34       | 10       | 3            | 1            | —             | —             | —        | —        | —    | —    | 37        | 11        |
| Fiorentina          | 2020–21             | Serie A             | 3        | 1        | —            | —            | —             | —             | —        | —        | —    | —    | 3         | 1         |
| Fiorentina          | Tổng cộng           | Tổng cộng           | 137      | 26       | 11           | 7            | —             | —             | 5        | 1        | 0    | 0    | 153       | 34        |
| Juventus (mượn)     | 2020–21             | Serie A             | 30       | 8        | 4            | 2            | —             | —             | 8        | 4        | 1    | 0    | 43        | 14        |
| Juventus (mượn)     | 2021–22             | Serie A             | 14       | 2        | 0            | 0            | —             | —             | 4        | 2        | 0    | 0    | 18        | 4         |
| Juventus            | 2022–23             | Serie A             | 21       | 2        | 4            | 1            | —             | —             | 8        | 1        | —    | —    | 33        | 4         |
| Juventus            | 2023–24             | Serie A             | 33       | 9        | 4            | 1            | —             | —             | —        | —        | —    | —    | 37        | 10        |
| Juventus            | Tổng cộng           | Tổng cộng           | 98       | 21       | 12           | 4            | —             | —             | 20       | 7        | 1    | 0    | 131       | 32        |
| Liverpool           | 2024–25             | Premier League      | 1        | 0        | 0            | 0            | 1             | 0             | 1        | 0        | —    | —    | 3         | 0         |
| Tổng cộng sự nghiệp | Tổng cộng sự nghiệp | Tổng cộng sự nghiệp | 236      | 47       | 23           | 11           | 1             | 0             | 26       | 8        | 1    | 0    | 287       | 66        |

1. ↑  Bao gồm Coppa Italia, FA Cup
2. ↑  Bao gồm EFL Cup
3. ↑  Số lần ra sân tại UEFA Europa League
4. 1 2 3  Số lần ra sân tại UEFA Champions League
5. ↑  Ra sân tại Supercoppa Italiana
6. ↑  Một lần ra sân tại UEFA Champions League, bảy lần ra sân và một bàn thắng tại UEFA Europa League

### Đội tuyển quốc gia
Tính đến ngày 24 tháng 3 năm 2024.
| Đội tuyển quốc gia | Năm       | Trận | Bàn |
| ------------------ | --------- | ---- | --- |
| Ý                  |           |      |     |
| 2018               | 11        | 0    |     |
| 2019               | 6         | 1    |     |
| 2020               | 4         | 0    |     |
| 2021               | 17        | 3    |     |
| 2022               | 2         | 0    |     |
| 2023               | 4         | 3    |     |
| 2024               | 1         | 0    |     |
| Tổng cộng          | Tổng cộng | 45   | 7   |

### Bàn thắng quốc tế
Bàn thắng và kết quả của Ý được để trước.
| #  | Ngày                 | Địa điểm                                  | Số trận | Đối thủ       | Bàn thắng | Kết quả | Giải đấu                      |
| -- | -------------------- | ----------------------------------------- | ------- | ------------- | --------- | ------- | ----------------------------- |
| 1. | 18 tháng 11 năm 2019 | Sân vận động Renzo Barbera, Palermo, Ý    | 17      | Armenia       | 9–1       | 9–1     | Vòng loại UEFA Euro 2020      |
| 2. | 26 tháng 6 năm 2021  | Sân vận động Wembley, London, Anh         | 29      | Áo            | 1–0       | 2–1     | UEFA Euro 2020                |
| 3. | 6 tháng 7 năm 2021   | Sân vận động Wembley, London, Anh         | 31      | Tây Ban Nha   | 1–0       | 1–1     | UEFA Euro 2020                |
| 4. | 2 tháng 9 năm 2021   | Sân vận động Artemio Franchi, Florence, Ý | 35      | Bulgaria      | 1–0       | 1–0     | FIFA Vòng loại World Cup 2022 |
| 5. | 18 tháng 6 năm 2023  | De Grolsch Veste, Enschede, Hà Lan        | 42      | Ý             | 2–2       | 2–3     | UEFA Nations League 2022–23   |
| 6. | 17 tháng 11 năm 2023 | Sân vận động Olimpico, Roma, Ý            | 43      | Bắc Macedonia | 2–0       | 5–2     | Vòng loại UEFA Euro 2024      |
| 7. | 17 tháng 11 năm 2023 | Sân vận động Olimpico, Roma, Ý            | 43      | Bắc Macedonia | 3–0       | 5–2     | Vòng loại UEFA Euro 2024      |

## Danh hiệu
Juventus
- Coppa Italia: 2020–21,[26] 2023–24[53]
- Supercoppa Italiana: 2020

Liverpool
- Premier League: 2024–25

Ý
- UEFA European Championship: 2020[54]
- UEFA Nations League hạng 3: 2020–21, 2022–23[55][56]

Cá nhân
- Đội bóng xuất sắc nhất Serie A: 2020–21[57]